# Луїс Каррогіс Кармонтель
Луїс Каррогіс Кармонтель (фр. Carmontelle, справжнє ім'я-Луї Каррожи, фр. Louis Carrogis; 15 серпня 1717, Париж — 26 грудня 1806, там само) — французький поет, художник, архітектор, драматург і письменник.

## Біографія
Луї Каррогіс, що народився 15 серпня 1717, Парижвід батька-шевця арійського Походження, вчиться живопису та малювання як самоучка і знаходить роботу репетитора з математики серед дітей знаті. Він брав участь у Семирічній війні топографом, у той час як його дозвілля займали солдати його полку. Повернувшись до Парижа в 1763 році, він вступає на службу до герцога Орлеанського як читач.
«Це місце читача було підпорядковане, - пише мадам де Генліс, - так як не давало права обідати з принцами навіть у сільській місцевості. Як і доктор Тронхен , пан Кармонтель користувався відзнакою, приходячи щовечора за морозивом з принцом і придворними.»
Однак кармонтеллу цінують за його розум і вміння переносити характери, великі і маленькі, які відвідують двір. Його головне завдання-організувати свята і розваги, про які мріє дворянство. За допомогою пристрою, який він сам винайшов, він прокручував перед гостями герцога прозорі пейзажі. Він імпровізує комедії, актори яких вибираються з аудиторії, в той час як глядачам пропонується вгадати прислів'я, які складають його кадр. Деякі з його п'єс ставляться під музику Жан-Бенджамін де Лаборд і представляли в приватних театрах великих куртизанок.
У 1785 році, після смерті герцога Орлеанського, він опиняється на службі своєму синові, герцогу Шартрському і майбутньому Філіпу Равену , для якого він малює плани парку Монсо і проектує його фоліанти . Коли герцог Шартрський гільйотинований в 1793 році, Кармонтель йде у відставку в маленькому будинку на вулиці Вів'єн в Парижі, де він помирає тринадцять років по тому 26 грудня 1806 року.
1. ↑  https://ackland.emuseum.com/people/11202/louis-de-carmontelle/objects
2. ↑  https://www.museabrugge.be/collection/work/id/2014_GRO1535_III

## Галерея

Автопортрет художника (1762)Автопортрет художника (1762)
Месьє Рамо (1760), Шантії, Музей Конде .Месьє Рамо (1760), Шантії, Музей Конде .
Абат Аллар, колишній наставник герцога Орлеанського (близько 1760), Шантії , Музей Конде .Абат Аллар, колишній наставник герцога Орлеанського (близько 1760), Шантії , Музей Конде .
Моцарт з сім'єю. Художник Кармонтель, 1763 рік.Моцарт з сім'єю. Художник Кармонтель, 1763 рік.